# 旧屯满族乡
旧屯满族乡，是中华人民共和国河北省承德市隆化县下辖的一个乡镇级行政单位。

## 行政区划
旧屯满族乡下辖以下地区：
旧屯村、西旧屯村、鱼亮子村、新兴庄村、车道沟村、石虎沟村、西台子村、碾子沟村、偏桥子村、神树沟村和大地村。